# Venouse

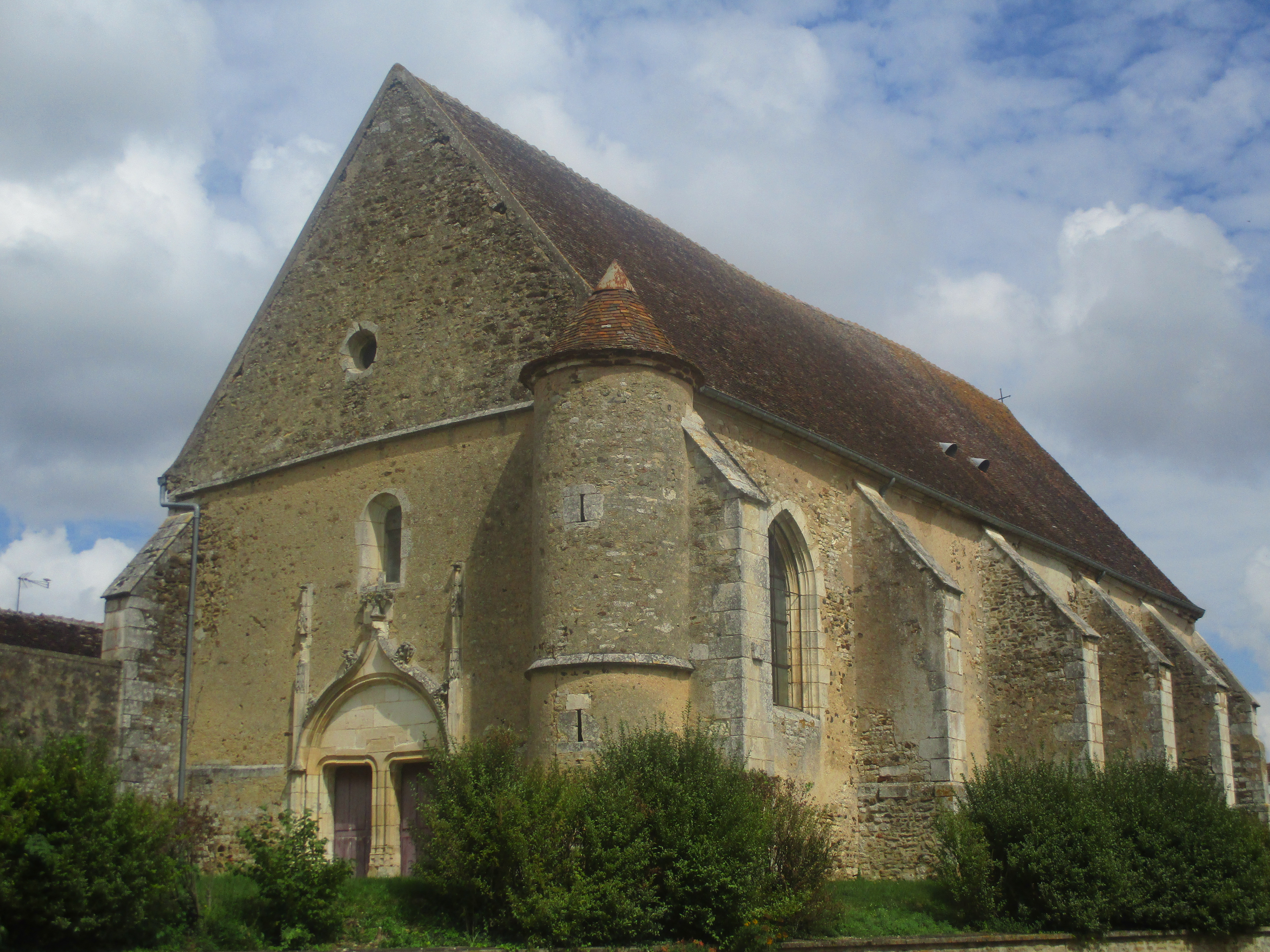
Iglesia de Venouse

Venouse es una localidad y comuna francesa situada en la región de Borgoña, departamento de Yonne, en el distrito de Auxerre y cantón de Ligny-le-Châtel.

## Demografía
| 245 | 232 | 236 | 285 | 281 | 273 | 288 | 288 | 289 | 282 | 282 | 304 | 303 | 305 | 307 | 267 | 265 | 265 | 270 | 268 | 223 | 233 | 228 | 213 | 204 | 201 | 194 | 203 | 194 | 236 | 284 | 260 | 283 |
| Para los censos de 1962 a 1999 la población legal corresponde a la población sin duplicidades (Fuente: INSEE [Consultar]) |     |     |     |     |     |     |     |     |     |     |     |     |     |     |     |     |     |     |     |     |     |     |     |     |     |     |     |     |     |     |     |     |